# مرجان حیدری
مرجان حیدری (زاده ۱۹۹۷ یا ۱۹۹۸) بازیکن فوتبال است که به عنوان مهاجم برای باشگاه آمریکایی سن خوزه استیت اسپارتانز و تیم ملی افغانستان بازی می‌کند. او که در ایالات متحده متولد شده‌است، با چهار گل تا سال ۲۰۱۶ بهترین گلزن تاریخ افغانستان است. او برای کالج دیابلو والی و سن خوزه استیت اسپارتانز فوتبال کالج بازی کرده‌است.

## زندگی شخصی
حیدری در کنکورد، کالیفرنیا، ایالات متحده متولد شد. والدین او هر دو اهل افغانستان هستند و در سالهای ۱۹۸۲ و ۱۹۹۱ به آمریکا مهاجرت کرده‌اند. او در دبیرستان Clayton Valley Charter تحصیل کرد. حیدری هرگز به افغانستان نرفته‌است.

## حرفه باشگاهی
حیدری به عنوان مهاجم بازی می‌کند. او در دبیرستان Clayton Valley Charter، ۲۰ بازی برای تیم فوتبال آنها انجام داد و ۲۳ گل به ثمر رساند. او یک بازیکن تمام لیگ در سال نوجوانی خود بود.
بین سالهای ۲۰۱۷ تا ۲۰۱۹، او برای کالج دیابلو ولی در کالج فوتبال بازی می‌کرد. در فصل ۱۸–۲۰۱۷، او ۱۹ بازی انجام داد و ۸ گل به ثمر رساند. در فصل ۱۹–۲۰۱۸، او ۲۰ بازی انجام داد و ۲۸ گل به ثمر رساند. در مقطعی از فصل، هایدری دومین گلزن برتر لیگ بود و در تیم CCCSCA All Region 2018 نامگذاری شد.
در سال ۲۰۱۹، او با تیم فوتبال کالج زنان سن اسپوزه ایالت اسپارتان قرارداد بست و دو سال بعد، با فوتبال کالج.

## حرفه بین‌المللی
در سال ۲۰۱۳، حیدری اولین بازی خود را برای تیم ملی افغانستان در یک بازی نمایشگاهی مقابل قطر انجام داد. او در این بازی ۱۳ ساله بود و به‌عنوان جوانترین عضو تیم بود، وی همچنین در اولین بازی خود با پیروزی ۲–۰ افغانستان گل زد. این اولین پیروزی بین‌المللی در افغانستان بود.
حیدری بازی‌های بین‌المللی را در سریلانکا، پاکستان، ژاپن، هند و ازبکستان انجام داده‌است. در مسابقات قهرمانی زنان SAFF 2012، حیدری در مسابقات افغانستان مقابل نپال و پاکستان گلزنی کرد. او در مسابقات قهرمانی زنان SAFF 2014 در بازی افغانستان مقابل بنگلادش گلزنی کرد. تا سال ۲۰۱۶، حیدری با چهار گل بهترین گلزن افغانستان بود.